# Queens
Queens [kuíns] je najbolj vzhodno mestno okrožje New Yorka. Po površini je največje od petih, ki sestavljajo New York, po prebivalstvu (tu živi 2.229.379 prebivalcev) pa drugo, za Brooklynom. Leži na skrajnem zahodu otoka Long Island. Znotraj okrožja ležita dve od treh glavnih newyorških letališč: John F. Kennedy International Airport in LaGuardia.
Območje je zelo narodnostno mešano; imigranti predstavljajo 47,6 % prebivalstva. Če bi bilo vsako okrožje New Yorka samostojno mesto, bi bil Queens četrto največje mesto v ZDA. Za razliko od sosednjega Manhattna ima bolj predmesten izgled, le na njegovem severozahodnem delu je nekaj poslovnih in gosteje poseljenih četrti.